# Ernst-August Roth
Ernst-August Roth (* 19. April 1898 in Potsdam; † 26. September 1975 in Ahrensburg) war ein deutscher Generalleutnant.

## Leben
Im Januar 1916 trat Roth als Seekadett in die Kaiserliche Marine ein und absolvierte seine Ausbildung an der Marineschule Mürwik sowie auf dem Schulschiff Freya. Im Mai 1916 kam er an Bord des Linienschiffes Preußen und absolvierte dann eine Ausbildung zum Flugzeugführer. Am 22. September 1916 wurde er als Pilot zur II. Seefliegerabteilung versetzt, am 12. Oktober 1916 zum Fähnrich zur See ernannt und am 17. März 1918 zum Leutnant zur See befördert. Bis zum Ende des Krieges flog er, weiterhin bei der II. Seefliegerabteilung, von Norderney und Zeebrügge aus Einsätze in der Nordsee. Nach Kriegsende in die Reichsmarine übernommen, war Roth zunächst als Oberleutnant zur See und Kompanieoffizier bei der Marineartillerieabteilung Wangerooge tätig. Ab Februar 1919 fuhr er für drei Jahre als Erster Offizier auf einem Minensuchboot. Anschließend teile man ihn der Küstenverteidigung zu, bevor er ab 1. April 1927 als Kompanieoffizier bei der Schiffstammdivision der Nordsee wirkte. Am 28. September 1928 kam Roth als Wachoffizier auf das Linienschiff Schlesien. Unter Verleihung des Charakters als Kapitänleutnants wurde er am 31. März 1928 aus dem aktiven Dienst verabschiedet.
Anschließend war Roth am geheimen Wiederaufbau der deutschen Marinefliegerei beteiligt. Vom 26. September bis 6. November 1926 war er der Vertreter der „Marine-Luft“ bei der internationalen Abrüstungskonferenz in Genf. Von 1928 bis 1931 hatte er die Stellung des Chefpiloten und stellvertretenden Leiters der Erprobungsstelle See. Bis Ende 1933 diente der Seeflugfachmann dann in der Marineleitung beim weiteren Aufbau der Marineluftwaffe.
Am 1. Januar 1934 wurde Roth mit seinem Dienstgrad zur Reichsmarine reaktiviert und wechselte zwei Tage später zur im Geheimen tätigen Luftwaffe und in das Reichsluftfahrtministerium über. Von September bis Dezember 1935 leitete Roth eine Studienkommission für Fragen zum Bau und Betrieb von Flugzeugträgern, die eine Fahrt nach Japan unternahm, um vor Ort Flugzeugträger im Betrieb kennenzulernen und Unterlagen über Flugzeugträgertechnik für deutsche Marinetechnik einzutauschen. Am 16. November 1935 waren die Bauaufträge für die ersten beiden deutschen Flugzeugträger an die Werften ergangen und Träger-Know-how wurde dringend gebraucht. Vom Juli 1936 bis zum September 1937 war Roth Kommandeur der Marinefliegerschule Parow. Danach war er bis März 1939 Kommandeur der Küstenfliegergruppe 106 an der Nordsee.
Als Oberstleutnant und seit 1. Juli 1939 war Roth von April 1939 bis zum Juli 1940 Chef des Stabes beim General der Luftwaffe beim Oberbefehlshaber der Kriegsmarine. Anschließend war er Lufttransport-Chef des X. Fliegerkorps. Vom 22. Dezember 1940 an, führte er das Kampfgeschwader 28. Bei dem am 22. Juni 1941 beginnenden Deutsch-Sowjetischen Krieg nahm das Geschwader u. a. an den Luftangriffen auf Moskau teil. Am 13. November 1941 erhielt er das Deutsche Kreuz in Gold. Anschließend war er vom 11. Dezember 1941 bis Mitte Januar 1942 Fliegerführer Sizilien, wirkte als Kommodore des Kampfgeschwaders 26 und wurde am 11. Februar 1943 als Generalmajor zum Fliegerführer Lofoten/Kirkenes ernannt. Als Fliegerführer Nord wurde ihm am 6. November 1943 das Ritterkreuz des Eisernen Kreuzes verliehen. Vom 19. April bis 18. August 1944 war Roth Fliegerführer Drontheim. Anschließend in die Führerreserve des OKL versetzt, wurde Roth am 10. Oktober 1944 zum Kommandierenden General der deutschen Luftstreitkräfte in Norwegen ernannt und in dieser Stellung am 1. Januar 1945 zum Generalleutnant befördert.
Nach Kriegsende befand er sich ab 9. Juni 1945 in britischer Kriegsgefangenschaft, aus der Roth am 15. März 1948 entlassen wurde.